# زيرون كاروليني
زيرون كاروليني (الاسم العلمي:Xyris caroliniana) هو نوع من النباتات يتبع جنس الزيرون من الفصيلة الزيرونية. سمي هذا النوع نسبةً إلى ولايتي كارولينا الجنوبية أو كارولينا الشمالية في الولايات المتحدة الأمريكية.